# Roombeek
Roombeek ist ein Stadtteil von Enschede. Erst durch die Explosion der Feuerwerksfabrik von Enschede entstand dieser Name für das betroffene Gebiet. Vor dem Unglück war das heutige Roombeek ein Teil von Mekkelholt und Enschede-Noord. Durch die Explosion in der Bamshoeve in Enschede wurden am 13. Mai 2000 42 Hektar Stadtgebiet vollständig zerstört. Nur die Überreste einiger größerer Gebäude blieben stehen. Im Laufe der Zeit wurde der Stadtteil zum größten Teil wieder aufgebaut. Roombeek hat 4.375 Einwohner (Stand: 1. Januar 2024).
Es wurden in der Planungsphase sowohl städtebaulich als auch bezüglich der verschiedenen Bauprojekte viel weniger Festlegungen gemacht, als dies allgemein üblich ist.
In Roombeek stehen banale Wohnhäuser neben herausragender Architektur, die fast skulpturalen Charakter hat.
Der Städtebauarchitekt Pi de Bruijn entwarf den Stadtteil. 2008 eröffnete Königin Beatrix das Kulturzentrum Het Rozendaal. In Roombeek wurde der Wiederaufbau durch einzelne Auftraggeber realisiert und nicht, wie sonst in den Niederlanden üblich, im Auftrag von Baugesellschaften.

## Auszeichnung
2007 erhielt die Stadt Enschede den mit 50.000 € dotierten Architekturpreis Gouden Piramide für die Anlage und Realisierung des Stadtteils Roombeek.

## Architektur in  Roombeek
Roombeek hat eine exklusive Architektur. Die einzelnen Bauwerke sind außergewöhnlich originell und vielfältig.
1. Museum Twentse Welle, Architekt: Bjarne Mastenbroek vom Büro SeARCH im Roozendaal Komplex[4]
2. Jan Cremer Museum Architekten: Rem Koolhaas van OMA en Bjarne Mastenbroek van SeARCH im ehemaligen Baalengebouw[5]
3. Villa Welpeloo Architekturbüro: 2012Architekten, (Einfamilienhaus zu 70 % aus Fabrikationsresten und Abbruchmaterial erbaut)[6]
4. Stadtheizung/Umspannwerk Architekturbüro: Architekten Cie, aus weiß-blauen Delfter Kacheln[7]
5. De Eekenhof vom Architekturbüro: Claus en Kaan[8]  ausgezeichnet mit dem Fritz-Höger-Preis für Backstein-Architektur 2008[9]
6. Pandora´s Box Architekturbüro: Michiel de Wit & Hein Jan Geerlink[10]
7. Villa vZvdG Architekturbüro: Bolles+Wilson[11]
8. Glass House Architekturbüro: Benthem Crouwel[12]
9. Project DWG Architekturbüro: Residence Architekt[13]
10. Pyramid Corner Architekt: Bart van Damme[14]
11. Present Media Architekten: Theo Rooijakkers en Paddy Tomesen[15]
12. TriMM[16]

## Verkehr
Der Stadtteil Roombeek kann vom Bahnhof Enschede zu Fuß oder mit den folgenden Buslinien erreicht werden.
- Line 2 Deppenbroek
- Line 60 Oldenzaal The Thijen
- Line 61 Overdinkel
- Line 62 Denekamp